# Spletno ustrahovanje
Spletno ustrahovanje (angl. cyberbullying) označuje nadlegovanje preko interneta, mobilnih telefonov in drugih komunikacijskih sredstev, kjer posameznik (ali skupina ljudi) nadleguje drugega posameznika, tako da mu pošilja grozilna sporočila, ga ponižuje ali drugače sramoti.

## Vzroki spletnega nadlegovanja
Do spletnega nadlegovanja lahko pride iz podobnih razlogov kot do vsakega drugega nadlegovanja: zaradi jeze, potrebe po maščevanju, zaradi zavisti, z namenom opozoriti nase, želje po moči in oblasti, opozarjanja na svoj socialni status, ipd.

## Kako poteka spletno nadlegovanje?
Nadlegovanje lahko poteka v obliki neposrednih ali posrednih napadov. Neposredno napadanje pomeni, da napadalci sporočila pošiljajo neposredno otroku - žrtvi, posredni napadi pa potekajo preko drugih oseb, ki se svoje vloge posrednika lahko zavedajo ali pa tudi ne.

### Neposredno nadlegovanje:
- nadlegovanje prek takojšnjega sporočanja in SMS sporočil,
- blogi,
- kraja gesel,
- pošiljanje fotografij ali video posnetkov preko elektronske pošte,
- interaktivne igre,
- ankete na spletu,
- pošiljanje zlobnih kod in virusov,
- pošiljanje neprimernih vsebin,
- zloraba identitete.[4]

### Posredno nadlegovanje:
- O posrednem nadlegovanju govorimo takrat, ko nadlegovanje izvaja nekdo drug, preko manipulacije drugega storilca-napeljevalca. Velikokrat ta oseba niti ne ve, da sodeluje v nadlegovanju in svoje delo opravi popolnoma nevedno.
- Eden od načinov posrednega nadlegovanja so opozorila ponudnikom spletnih storitev ali ponudnikom internetnega dostopa. Mnogi ponudniki namreč omogočajo, da uporabniki opozorijo na drugega uporabnika, ki objavlja neprimerne stvari. To lahko otroci zlorabijo, tako da drugega uporabnika prijavijo ponudniku interneta ali storitve, ta pa ga potem za določen čas odklopi oziroma mu onemogoči uporabo storitve. V tem primeru je ponudnik storitve ali dostopa nedolžni sodelavec nadlegovalcev.
- Nadlegovalci to najlaže storijo tako, da zlorabijo žrtvin pravi elektronski naslov ali pa ustvarijo nov elektronski naslov ali profil na spletnem omrežju z imenom žrtve in tako prevzamejo identiteto žrtve. V njenem imenu nadlegujejo druge, krivdo pa zvalijo na žrtev.[4]

## Kaj vključuje spletno nadlegovanje?
Spletno nadlegovanje vključuje:
- ustvarjanje lažnih profilov,
- ustvarjanje sovražnih spletnih strani,
- sovražni govor ter žaljivke,
- zasledovanje uporabnikov na spletu,
- krajo identitete,
- objavljanje posnetkov,
- zlorabo osebnih podatkov,
- objavljanje posnetkov, posnetih z mobilnimi telefoni na spletu,
- zloraba besedila in elektronske pošte.[5]

## Oblike

### Spletno zalezovanje
Spletno zalezovanje se izvaja na javnih forumih, socialnih medijih (Facebook, Twitter) in spletnih informacijskih straneh. Namen spletnih zalezovalcev je, da ogrozijo zaslužek, zaposlovanje, ugled in varnost svojih žrtev. Ta oblika vključuje lažne obtožbe, krajo identitete, poškodovanje podatkov ali opreme, navezovanje stikov z mladoletniki in podobno.

### Tradicionalno ustrahovanje
Pri klasičnem oziroma tradicionalnem ustrahovanju so fizične značilnosti storilca (telesna konstitucija) predpogoj za izvajanje nasilja, medtem ko pri spletnem ustrahovanju te lastnosti ne igrajo nobene pomembne vloge.

### Trolanje
"Trolling" je internetni slengovski izraz za dejanja, ki namerno škodujejo žrtvam. Storilci svojo jezo in frustracije širijo preko spleta v obliki sovražnega govora ter norčevanja iz posameznikov. Cilj storilcev je, da njihovi nesramni komentarji ostanejo vidni dlje časa in da dosežejo čim širši krog ljudi.

### Druge oblike
• »cyberhate« - grožnje preko SMS sporočil in spleta, 
• »sexting« - pošiljanje golih fotografij preko SMS in MMS sporočil, 
• »flaming« - spletno objavljanje žaljivih komentarjev, fotografij, video posnetkov in spletnih strani.

## Zakonodaja

### Evropska Unija
Velika Britanija in druge evropske države se že od leta 1990 spopadajo z reševanjem nasilja na delovnem mestu. Delodajalci v EU imajo več pravnih odgovornosti do svojih zaposlenih kot v drugih državah. Leta 2007 podpisani Sporazum o nadlegovanju in nasilju pri delu je zakon, ki vsaj na papirju preprečuje nasilje na delovnem mestu ter zagotavlja pravične delovne pogoje za delavce. Vendar na ravni EU trenutno še ne obstaja enotna zakonodaja, ki bi opredeljevala posebno obliko spletnega ustrahovanja. Dejstvi o izjemno hitro napredujoči tehnologiji in 24-urni povezanosti z internetom, dajeta nasilnežem nešteto možnosti za ustrahovanje svojih žrtev. Švedska je kot prva država leta 1993 sprejela Zakon o preprečevanju spletnega ustrahovanja. Leta 2002 se ji je pridružila še Francija, ki je posodobila svojo zakonodajo na tem področju in opredelila spletno ustrahovanje kot dejanje, za katero lahko delodajalci odgovarjajo, če na kakršen koli način posegajo v psihično in telesno zdravje svojih zaposlenih. Na podoben način ima svojo zakonodajo urejeno tudi Velika Britanija.

### Združene države Amerike
V ZDA so številne države (naj bi jih bilo kar 45) v svojo zakonodajo inkriminirale digitalno nadlegovanje. Te države so: New York, Missouri, Rhode Island in Maryland.  V državi Missouri so sprejeli celo mestni odlok, ki spletno nadlegovanje opredeljuje kot prekršek. Leta 2008 je tudi država Kalifornija sprejela svoj zakon, ki se neposredno osredotoča na spletno ustrahovanje ter pooblašča šolske delavce, da lahko disciplinirajo in kazensko obravnavajo vse tiste študente, ki nadlegujejo svoje sovrstnike - fizično ali preko spleta. Omenjeni zakon je vstopil v veljavo z januarjem 2009. 

## Škodljivi učinki
Raziskave so pokazale, da ima spletno ustrahovanje resnično hude posledice. Žrtve imajo po navadi izredno nizko samozavest, pojavljati se jim začnejo samomorilne misli in posledično zelo spreminjajo svoje razpoloženje, so prestrašene, jezne in depresivne. Spletno ustrahovanje ima mnogokrat hujše posledice kot "tradicionalno" ustrahovanje. Žrtve spletnega ustrahovanja pa imajo kar dvakrat večjo možnost, da zbolijo za eno izmed duševnih motenj. Eden izmed najbolj škodljivih učinkov je tudi ta, da se žrtve začnejo izogibati prijateljem in priljubljenim dejavnostim. V ZDA obstajajo najmanj štirje primeri, ko so zaradi spletnega ustrahovanja najstniki storili samomor.

## Prevencija
Ne obstaja veliko programov ali ukrepov, ki bi se soočali s specifično obliko, kot je spletno ustrahovanje. V nekaterih državah so sicer posneli nekaj filmov na temo e-varnosti, vendar se večina šol in organizacij še vedno posveča prevenciji tradicionalnih oblik ustrahovanja mladih. Tradicionalne oblike ustrahovanja se po navadi odvijajo na točno določenih krajih, na primer v šolah ter na delovnem mestu. Spletno ustrahovanje pa se v kibernetskem prostoru neprestano spreminja in deluje na različne starostne skupine. Zato se je na oblike toliko težje odzivati ter jih uspešno preprečevati. O tako imenovanem "cyberbullyingu" bi bilo potrebno več poročati in anonimno obravnavati posamezne primere. V izobraževalnih ustanovah bi bilo potrebno več ur nameniti na temo kibernetskega ustrahovanja ter podučiti mlade o odgovorni uporabi tehnologije. Ko brskamo po spletu, moramo biti torej obzirni do drugih ljudi, znati predvideti možne posledice naših objav (komentarjev, slik) ter upoštevati pravila spletne etike. 